# استرکو بیلینوژن
استرکو بیلینوژن (به انگلیسی: Stercobilinogen) یک ترکیب شیمیایی با شناسه پاب‌کم ۹۵۴۸۷۱۸ است.